# Domenico Martinelli
Domenico Martinelli (* 30. November 1650 in Lucca; † 11. September 1719 ebda.) war ein italienischer Architekt des Barocks, der auch von 1690 bis 1705 in Wien tätig war.

## Leben
Domenico Martinelli empfing in Lucca die Priesterweihe, studierte aber auch Zeichenkunst und Architektur. 1678 ging er nach Rom, um bei Carlo Fontana zu lernen. Zu Studienzwecken begab er sich ferner nach Prag, Warschau und Holland. Außerdem unterrichtete er an der Accademia di San Luca, deren Mitglied er war.

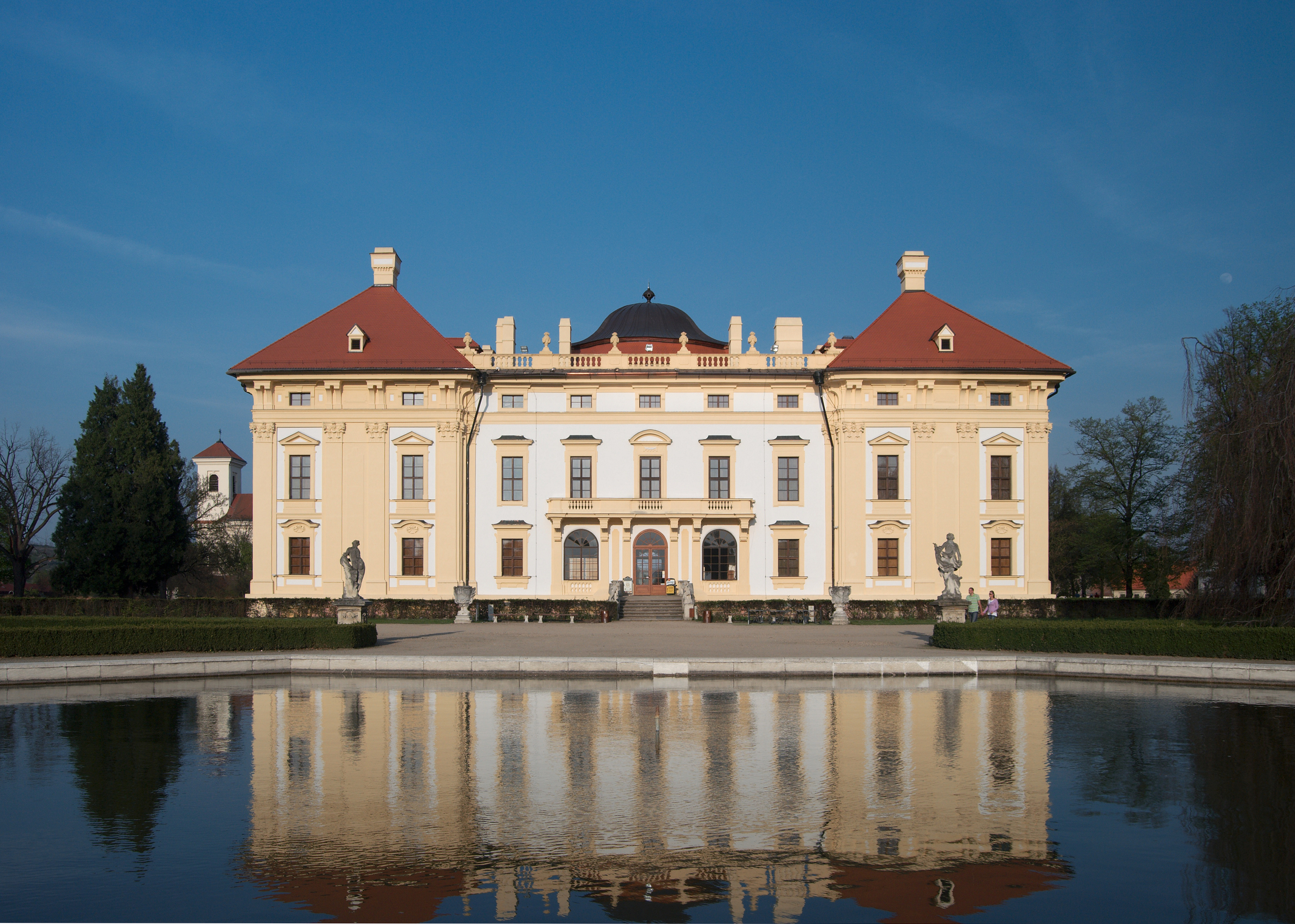
Schloss Austerlitz

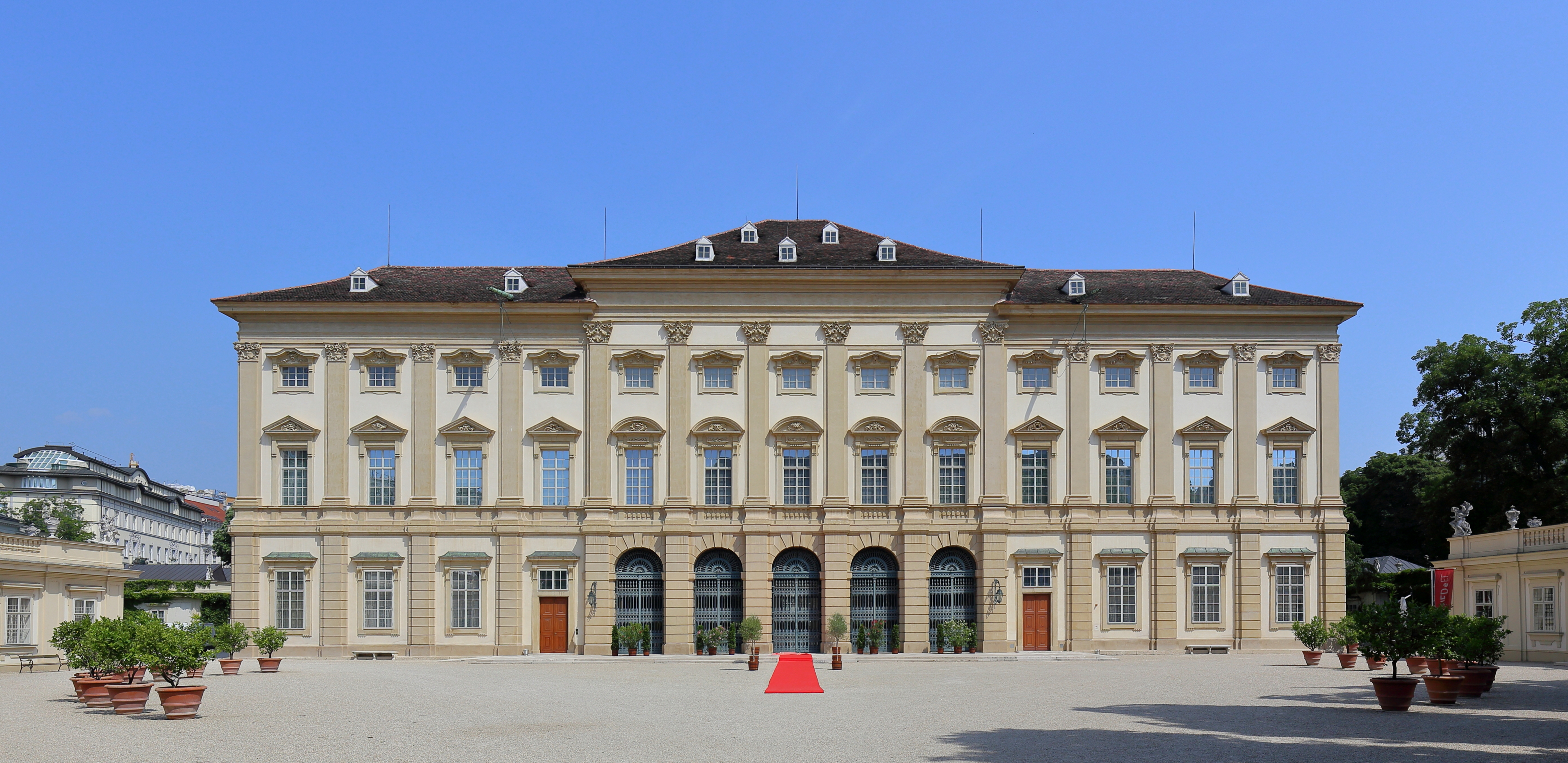
Gartenpalais Liechtenstein

1690 übersiedelte er nach Wien, vom Grafen Ferdinand Bonaventura von Harrach dorthin geholt, um das Palais Harrach zu errichten.
Sein Können schätzten auch andere Wiener Adelsfamilien, vor allem die der Liechtensteins, aber auch Dominik Andreas Graf Kaunitz.
Für Fürst Johann Adam Andreas I. von Liechtenstein erbaute er das Stadtpalais Liechtenstein und das Gartenpalais Liechtenstein in Lichtental (heute zu Wien-Alsergrund). Letzteres entstand in einem Wettbewerb unter anderem mit dem jungen Johann Bernhard Fischer von Erlach und Domenico Egidio Rossi. 1692 wurde Martinelli die Bauleitung übertragen, da seine Bauweise dem eher konservativen Geschmack des Fürsten entsprach.
Für Graf Dominik Andreas Kaunitz baute er bei Austerlitz (nahe Brünn) um 1700 ein Schloss, vermutlich war Martinelli auch an dem Bau des Palais Kaunitz-Wittgenstein beteiligt, welches Kaunitz zur gleichen Zeit in Laxenburg in der Nähe von Wien errichtete. 1705 kehrte Martinelli nach Italien zurück.
Er gilt stilistisch als Gegenpol zu Fischer von Erlach und Hildebrandt, von deren dramatischen und unruhigen Gestaltungsweise er sich zugunsten einer klaren und blockhaften Gliederung abhob. Sein Vorbild war der römische Bildhauer-Architekt Gian Lorenzo Bernini (1598–1680). Er selbst wurde unter anderem zum „Lehrer“ des eichstättisch-fürstbischöflichen Hofbaudirektors Gabriel de Gabrieli, der in jungen Jahren in Wien mit Martinelli zusammenarbeitete.

## Der kaiserliche Steinbruch
Vor allem tragende Architekturteile wurden aus härtestem Kaiserstein gearbeitet, so ist eine intensive Zusammenarbeit mit Kaisersteinbrucher Meistern dokumentiert.